# Bankisus carinifrons
Bankisus carinifrons är en insektsart som först beskrevs av Peter Esben-Petersen 1936. 
Bankisus carinifrons ingår i släktet Bankisus och familjen myrlejonsländor. Inga underarter finns listade i Catalogue of Life.